# Brian Savegar
Brian Kendal Savegar est un chef décorateur et un directeur artistique britannique né le 24 août 1932 à Abergavenny (Pays de Galles) et mort le 31 mars 2007.

## Biographie
Brian Savegar grandit dans une atmosphère artistique, sa mère réveillant la famille le matin en passant des disques de jazz et son père, lui-même batteur amateur, l'emmenant écouter des orchestres de jazz à Londres. Il fait ses études de beaux arts à la Cardiff School of Art & Design (en), tout en jouant de la trompette en semi-professionnel à Cardiff ou Bristol.
Il commence à travailler comme dessinateur et éditeur avant d'intégrer en 1962 le monde du cinéma. Il a vécu à la fin des années 1990 à La Nouvelle-Orléans (Louisiane) avant de s'installer en France à Roumoules (Alpes-de-Haute-Provence),.

## Filmographie (sélection)

### Cinéma
- 1982 : Les Frénétiques (The Last Horror Film) de David Winters
- 1985 : Chambre avec vue de James Ivory
- 1987 : Maurice de James Ivory
- 1992 : Hoffa de Danny DeVito

### Télévision
- 1984-1985 : Les Enquêtes de Remington Steele (4 épisodes)
- 1991 : Dinosaures (5 épisodes)
- 1991 : L'Équipée du Poney Express (1 épisode)
- 1996-1997 : Flic de mon cœur (15 épisodes)

## Distinctions

### Récompenses
- 1987 : Oscar des meilleurs décors pour Chambre avec vue